# Zinnkoepflé
L’alsace grand cru Zinnkoepflé, ou un zinnkoepflé, est un vin blanc français produit sur le lieu-dit le Zinnkoepflé, situé à la limite entre les communes de Westhalten et de Soultzmatt, dans le département du Haut-Rhin.
Il s'agit d'un des cinquante-et-un grands crus du vignoble d'Alsace, bénéficiant chacun d'une appellation mais partageant le même cahier des charges alsace grand cru (avec des contraintes plus rigoureuses que pour l'appellation alsace).

## Histoire
Au Moyen Âge, le coteau faisait partie de l’Obermundat, une des possessions de l'évêque de Strasbourg.
L'appellation alsace grand cru est reconnue par le décret du 23 novembre 1983, mais le cru du Zinnkoepflé ne fait pas partie des vingt-cinq premiers sélectionnés : ses viticulteurs obtiendront sa reconnaissance parmi les grands crus alsaciens le 17 décembre 1992.
Il y a eu depuis quelques modifications : le décret du 1er mars 1984 règlemente les mentions vendanges tardives et sélection de grains nobles au sein de l'appellation et le décret du 24 janvier 2001 réduit les rendements et donne la possibilité de modifier le cahier des charges de chaque dénomination (chaque cru) après avis du syndicat viticole local.
En octobre 2011, tous les grands crus d'Alsace passent du statut de dénominations géographiques au sein d'une même appellation à celle d'appellations partageant le même cahier des charges.

### Étymologie
Il y a deux versions pour l'origine du nom du Zinnkoepflé.
La première version serait que le nom commun Sonne en allemand (ou Sunne en alsacien) désigne le Soleil, tandis que le nom commun Kopf désigne le sommet ou la tête. Il a donné le nom Sonnenkoepflé, le « mont du Soleil » pour ce coteau particulièrement exposé aux rayons solaires, nom déformé en Zinnkoepflé,.
La seconde version est que le nom commun Sinnele en alsacien désigne une entroque, un reste animal fossilisé qu'on retrouve en grand nombre dans la roche calcaire du sommet de la côte. Cela a donné le mot Sinnekoepfele en alsacien, traduit par les topographes allemands sous le nom de Zinnkoepfle.

## Situation géographique

Carte de l'aire d'appellation et localisation des grands crus.

Le zinnkoepflé est produit en France, dans la région Alsace, plus précisément dans le département du Haut-Rhin, sur les communes de Soultzmatt et de Westhalten, à 18 kilomètres au sud-ouest de Colmar.
Sur la route des vins d'Alsace, le Zinnkoepflé se trouve entre le Vorbourg à l'est et le Pfingstberg au sud.

### Géologie et orographie
Le Zinnkoepflé se trouve au milieu des collines sous-vosgiennes, qui correspondent à une série de failles formant la transition entre les Vosges cristallines et la plaine du Rhin sédimentaire sous forme d'un escarpement.
Les vignes sont plantées sur un coteau au sol varié datant du Trias, non seulement en raison d'une succession de couches géologiques de haut en bas, mais aussi à cause du fractionnement par une série de six failles découpant le coteau selon des axes parallèles sud-ouest/nord-est, ce qui en fait une sorte de puzzle.
Les plantations atteignent presque le sommet, composé de calcaire à entroques (d'une épaisseur de 10 à 15 mètres) datant du Muschelkalk supérieur. De couleur gris clair, parfois oolithiques, son nom provient de l'abondance de fossiles : des entroques (Encrinus liliiformis), des os de sauriens, des restes de crustacés (Pemphix sueuri) des brachiopodes, des bivalves et des gastéropodes.
En dessous, la moitié supérieure de la dénomination se trouve sur des marnes du Muschelkalk moyen, aux couleurs bariolées (de bas en haut rouges, grises et blanches) mais les failles ont sauvegardé quelques zones de calcaire à entroques isolées.
La moitié inférieure est du Buntsandstein mais très compartimentée, les glissements le long des failles se faisant en perpendiculaire des couches géologiques. On a d'abord vingt mètres d'épaisseur de grès micacés dolomitiques (appelés grès coquilliers car renfermant de nombreuses coquilles marines et des entroques) ocre-brun, puis vingt mètres de marnes dolomitiques jaunes, enfin huit à douze mètres de grès à Voltzia (grès à grain fin, riche en mica blanc) de teinte rose parfois jaune clair avec des lentilles d'argile incluses.
Pour finir, juste au-dessus de l'extrémité orientale de Soultzmatt, au pied du coteau, on trouve du grès bigarré rouge-brun,.

### Climatologie
Le climat est continental et sec avec des printemps chauds, des étés secs et ensoleillés, de longs automnes et des hivers froids. Ces données climatiques liées à la latitude et à l'éloignement de l'océan sont renforcées par la toponymie.
À l'ouest, les Vosges, couronnées par le Petit Ballon d'Alsace  (1 272 mètres) protègent le coteau du vent d'ouest et de la pluie. Les vents d'ouest dominants perdent leur humidité sur le versant occidental des Vosges et parviennent en Alsace sous forme de foehn, secs et chauds. Les précipitations sont donc particulièrement faibles.
Au sud, le coteau voisin du Bollenberg protège lui aussi toute la vallée de Soutzmatt, appelée aussi la « vallée noble » (Valus Praenobilis), des vents du sud-ouest, ce qui renforce son aridité. On y a acclimaté le citronnier (Citrus limon), l'amandier (Prunus dulcis), et l'oranger (Citrus sinensis) ; le sommet du coteau est tellement aride qu'une lande y pousse ; on y trouve des cigales (Cicadidae montana), des mantes religieuses (Mantis religiosa) et des lézards verts (Lacerta viridis), tous théoriquement méditerranéens.
La station météo de la base de Colmar-Meyenheim (207 mètres) est la plus proche de Westhalten, mais elle est en plaine. Ses valeurs climatiques de 1961 à 1990 sont :
| Mois                              | jan. | fév. | mars | avril | mai  | juin | jui. | août | sep. | oct. | nov. | déc. | année |
| --------------------------------- | ---- | ---- | ---- | ----- | ---- | ---- | ---- | ---- | ---- | ---- | ---- | ---- | ----- |
| Température minimale moyenne (°C) | −2,1 | −1,1 | 1,4  | 4,5   | 8,3  | 11,5 | 13,3 | 12,9 | 10,2 | 6,3  | 1,8  | −1   | 5,5   |
| Température moyenne (°C)          | 0,9  | 2,6  | 6,1  | 9,7   | 13,8 | 17,1 | 19,3 | 18,8 | 15,8 | 10,9 | 5,3  | 1,9  | 10,2  |
| Température maximale moyenne (°C) | 3,8  | 6,3  | 10,8 | 15    | 19,3 | 22,7 | 25,3 | 24,7 | 21,5 | 15,5 | 8,7  | 4,8  | 14,9  |
| Ensoleillement (h)                | 53   | 83   | 128  | 165   | 200  | 223  | 246  | 222  | 176  | 117  | 68   | 52   | 1 724 |
| Précipitations (mm)               | 35,5 | 32,2 | 37,7 | 46,7  | 67   | 67,2 | 59,3 | 63,3 | 46,7 | 37,9 | 47,7 | 40,2 | 581,4 |

## Vignoble

### Présentation

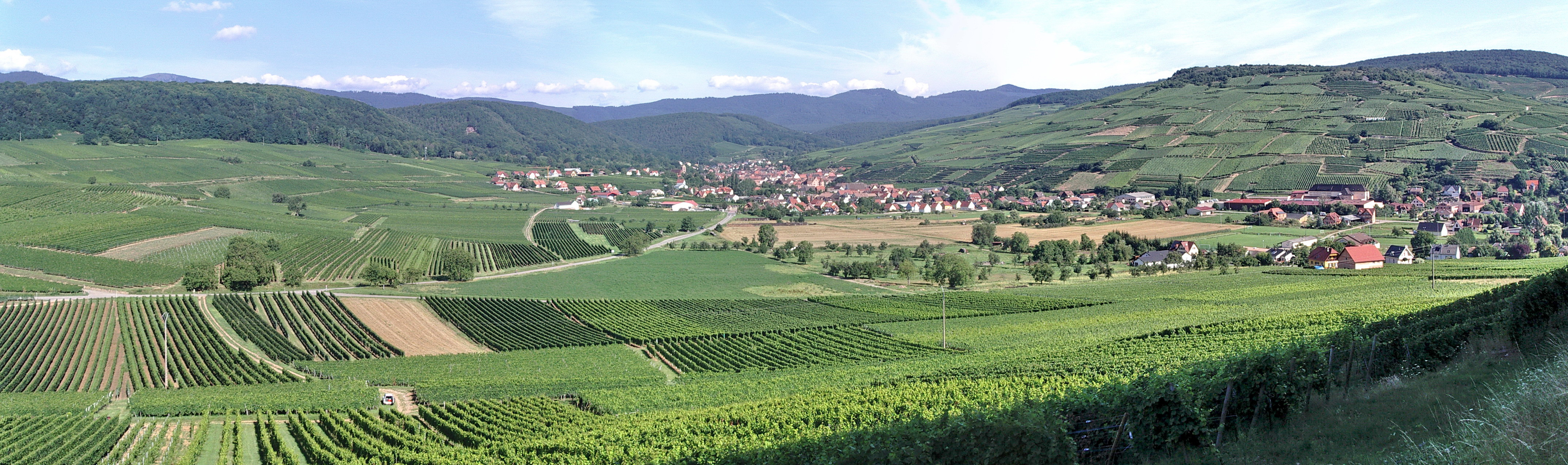
Le Zinnkoepflé (le coteau à droite) avec à ses pieds Soultzmatt à gauche et Westhalten à droite.

Le Zinnkoepflé est une arête d'orientation nord-sud qui s'avance au milieu de la vallée, servant de séparation aux communes de Soultzmatt et de Westhalten. Son sommet sud atteint les 446 mètres tandis que son extrémité nord monte jusqu'à 468 mètres.
L'aire de production de la dénomination géographique Zinnkoepflé est limitée au versant sud de ce relief, entre 230 et 430 mètres avec une exposition plein sud pour la majorité et au sud-est pour l'extrémité orientale au-dessus de Westhalten.
L'aire plantée est de 71,03 hectares (en légère progression, elle était de 68,4 hectares au tout début des années 2000) d'un seul tenant.

### Encépagement
Les vins correspondant à l'appellation d'origine contrôlée alsace grand cru suivie de la dénomination géographique (nom de lieu-dit) Zinnkoepflé doivent être produits avec un des cépages suivants : riesling B, pinot gris G, gewurztraminer Rs ou un des muscats (muscat ottonel B, muscat blanc à petits grains B ou muscat rose à petits grains Rs).
Le gewurztraminer Rs (signifie « traminer aromatique » ou « épicé » en allemand) est un cépage rose aux baies orange ou tirant vers le violet. Ce proche parent du savagnin B et du savagnin rose Rs (appelé en Alsace klevener de Heiligenstein) est plutôt vigoureux, produit de gros rendements et donne de meilleurs résultats sur des sols marneux ou calcaires que sur des sols granitiques ou schisteux : il est donc le principal cépage cultivé sur le Zinnkoepflé.
Le riesling B donne de meilleurs résultats sur les sols granitiques, d'où sa présence sur le Zinnkoepflé moins marquée qu'ailleurs. C'est un cépage au débourrement et à la maturation tardives, nécessitant des coteaux bien exposés au soleil, dont les vendanges peuvent avoir lieu vers la mi-octobre. Par contre, il résiste bien aux gelées d'hiver.
Le pinot gris G (appelé Grauburgunder, « bourguignon gris » en allemand, « malvoisie » à Ancenis et dans le Valais ou pinot grigio en Italie) est un cépage fragile et de maturité assez précoce. Il est issu d’une mutation du pinot noir et donc d’origine bourguignonne, où il est appelé « pinot beurot ». Il donne de meilleurs résultats sur des sols composés de cailloutis calcaires à condition d'être bien drainés grâce à une exposition en coteau.

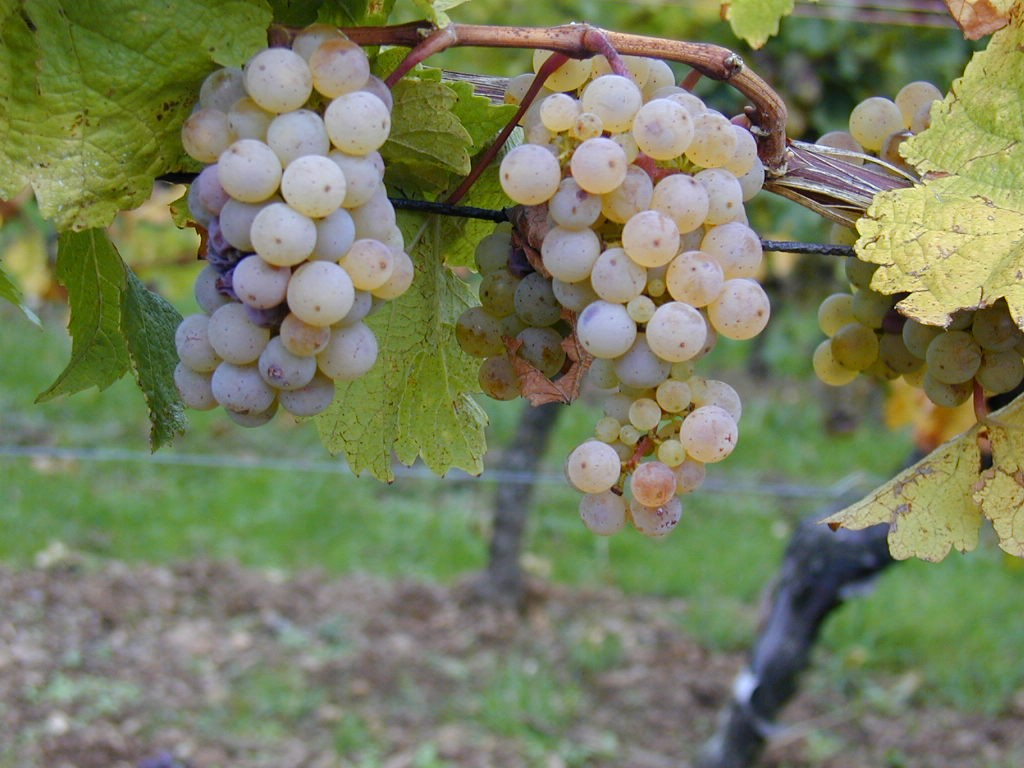
Grappes de riesling B.
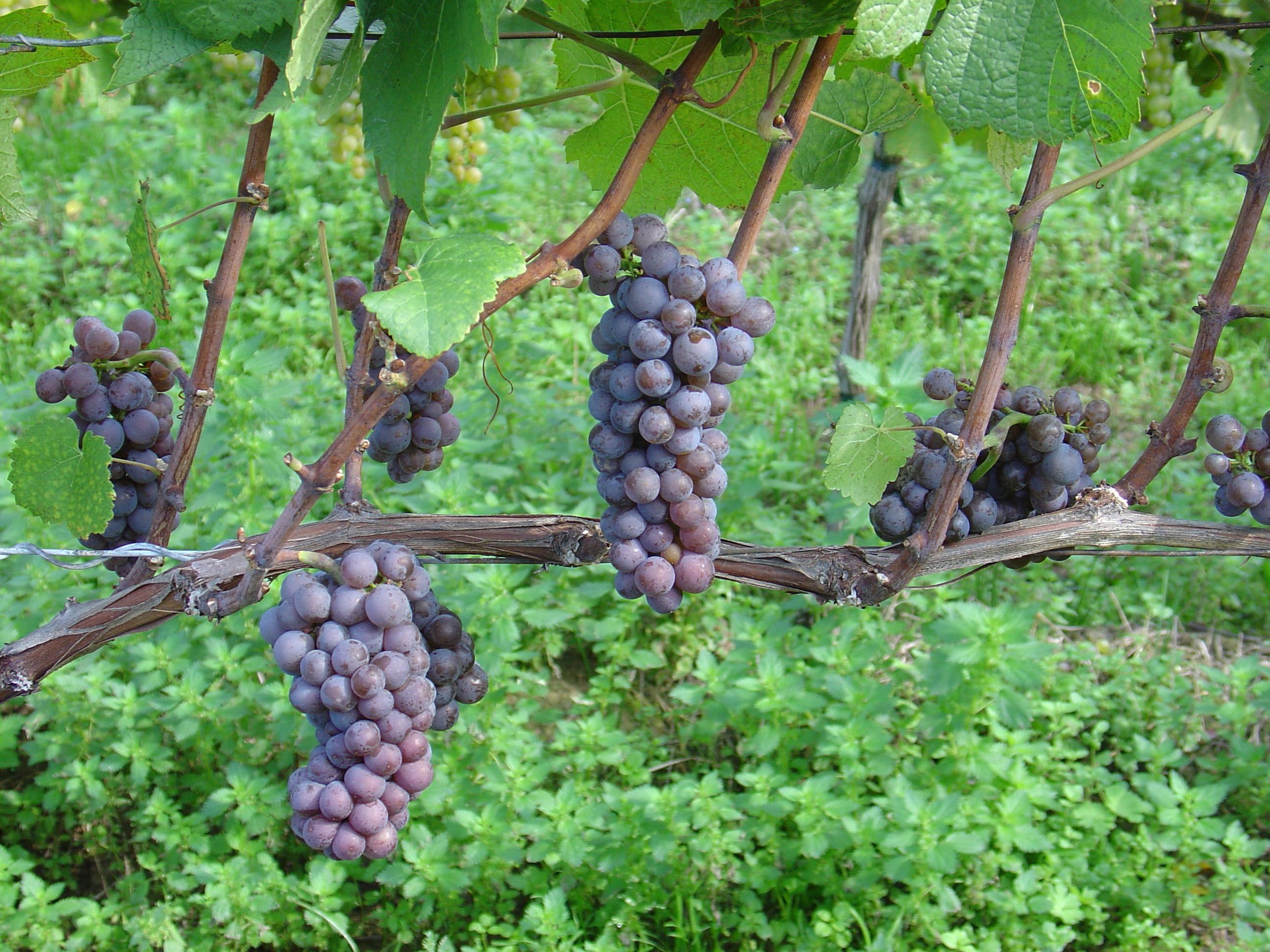
Grappes de pinot gris G.
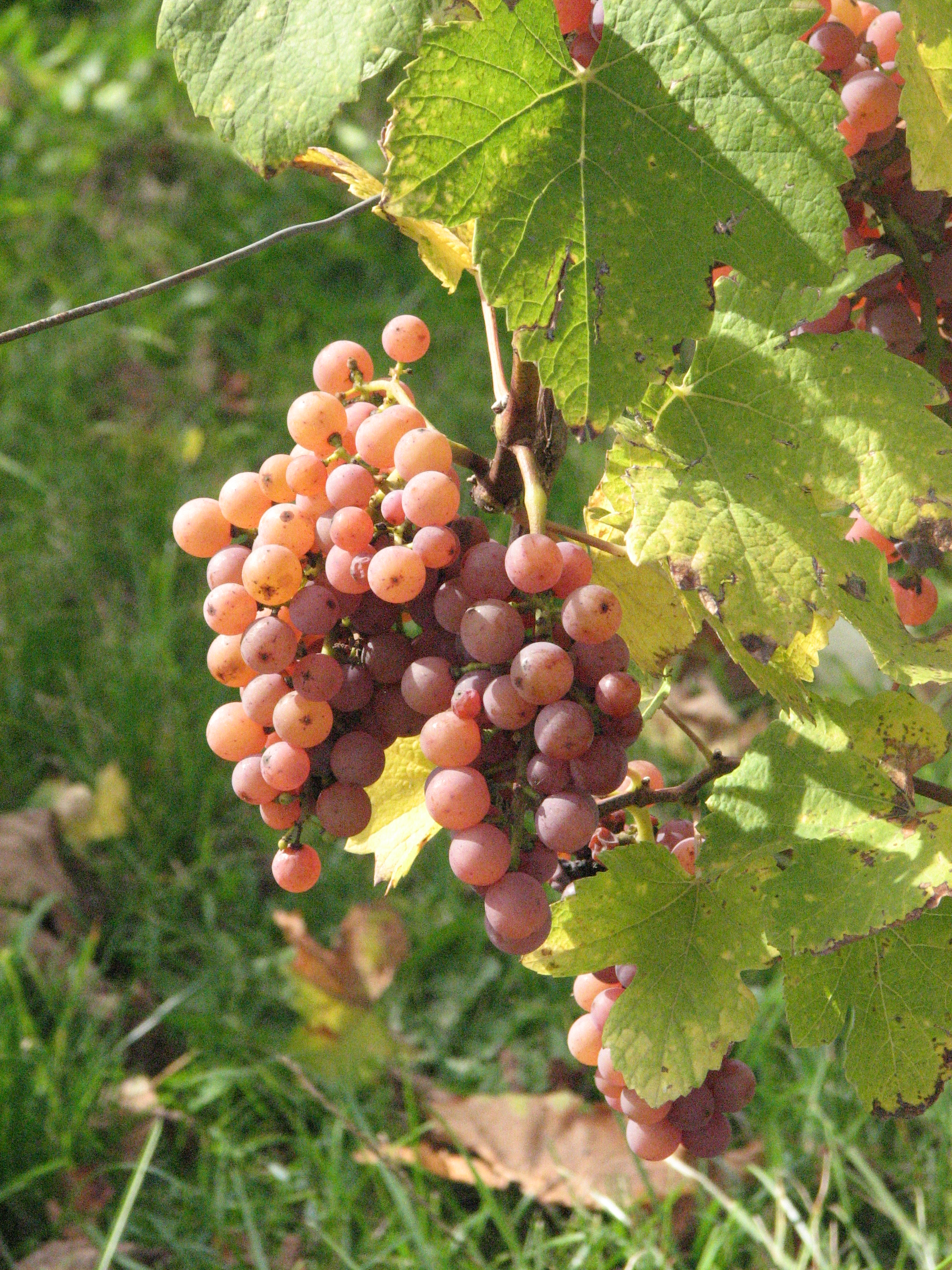
Grappes de gewurztraminer Rs.

### Pratiques culturales
Les vignes sont conduites en hautain pour les protéger du gel, avec le feuillage palissé en espalier ; la hauteur de feuillage palissé ne peut être inférieure à 0,675 fois l'écartement entre les rangs.
La taille de la vigne doit se faire en guyot simple ou double avec un maximum de dix yeux par mètre carré de surface au sol pour le cépage gewurztraminer Rs et huit yeux par mètre carré pour les autres cépages.
La charge maximale moyenne à la parcelle est fixée à 10 000 kilogrammes de raisins par hectare.

### Rendements
La limite de rendement de l'ensemble de l'appellation alsace grand cru est fixée à 55 hectolitres par hectare, avec un rendement butoir à 66 hectolitres par hectare, ce qui est très inférieur aux 80 hectolitres autorisés par l'appellation alsace.
Le rendement réel de l'ensemble de l'appellation (les 51 crus alsaciens) est de 50 hectolitres par hectare en moyenne pour l'année 2009. Bien que ce soit très en dessous des rendements moyens du vignoble d'Alsace, il s'agit d'un rendement dans la moyenne française.
Les grands crus d'Alsace doivent être obligatoirement vendangés manuellement.

## Vins

### Titres alcoométriques
Les raisins récoltés doivent présenter un titre alcoométrique volumique naturel moyen minimum de 12,5 % vol. pour les cépages pinot gris G et gewurztraminer Rs et de 11 % vol. pour le riesling B et les muscats.
Les vins issus d'un assemblage présentent un titre alcoométrique volumique naturel moyen minimum de 12 % vol.
Ne peut être considéré à bonne maturité tout lot unitaire de vendanges présentant une richesse en sucre inférieure à 193 grammes par litre de moût pour les cépages pinot gris G et gewurztraminer Rs et à 168 grammes par litre de moût pour les autres cépages.
Lorsqu'une autorisation d'enrichissement est accordée, l'augmentation du titre alcoométrique volumique naturel moyen minimum ne peut dépasser 1,5 % vol.
Sur l'avis du syndicat viticole du Zinnkoepflé, le comité régional d'experts des vins d'Alsace peut proposer annuellement au comité national des vins et eaux-de-vie de l'Institut national des appellations d'origine, pour la dénomination et pour chaque cépage, un titre alcoométrique naturel moyen minimum supérieur et une richesse en sucre des lots unitaires supérieure à ceux susvisés, ainsi qu'un taux d'enrichissement maximum inférieur au taux susvisé.

### Vendanges tardives et sélections de grains nobles
Les vendanges tardives désignent des vins faits à partir de raisins dont la récolte a été retardée pour les obtenir en surmaturité, d'où des vins riches en sucre et en alcool, aux goûts plus puissants, et souvent moelleux. Selon la législation, le moût doit avoir au moins 243 grammes de sucre par litre si c'est du gewurztraminer ou du pinot gris (soit 14,4 % vol. d'alcool potentiel), ou au moins 220 grammes de sucre par litre si c'est du riesling ou un muscat (soit 13,1 % vol. d'alcool potentiel) ; aucune chaptalisation n'est permise.
Quant à une sélection de grains nobles, il s'agit d'un vin fait à partir de raisins récoltés par tris sélectifs successifs des grains atteints de pourriture noble (le champignon Botrytis cinerea), ce qui donne des vins encore plus concentrés, plus sucrés, liquoreux. Selon la législation, le moût doit avoir au moins 279 grammes de sucre par litre si c'est du gewurztraminer ou du pinot gris (soit 16,6 % vol. d'alcool potentiel), ou au moins 256 grammes de sucre par litre si c'est du riesling ou un muscat (soit 15,2 % vol. d'alcool potentiel). Là aussi aucune chaptalisation n'est permise.

### Vinification et élevage
Les grands crus d'Alsace doivent être obligatoirement récoltés manuellement.
Le jour de la vendange, à l'arrivée au chai, le raisin est foulé et pressé pour séparer le moût du marc de raisin. Pour ce travail, les pressoirs pneumatiques remplacent progressivement les pressoirs horizontaux à plateau. Puis le moût est mis en cuve pour le débourbage, qui est le soutirage du jus sans les bourbes, soit par filtrage, soit par décantation en attendant qu'elles se déposent au fond de la cuve.
La fermentation alcoolique débute sous l'action de levures indigènes ou de levures sélectionnées introduites lors du levurage : cette opération transforme le sucre du raisin en alcool. La maîtrise de la température de fermentation par un système de réfrigération permet d'exprimer le potentiel aromatique du produit.
La fermentation achevée au bout d'un mois, le vin est soutiré afin d'éliminer les lies. La fermentation malolactique n'est généralement pas réalisée, bloquée par un sulfitage pour conserver son acidité au vin. Ce dernier peut être stocké en cuve pour le préparer à l'embouteillage ou élevé en barrique ou foudres de bois de chêne.
Le vin est soutiré, puis généralement de nouveau filtré avant le conditionnement en bouteilles.

### Gastronomie
En plus d'une dégustation à l'apéritif (tout particulièrement les gewurztraminers), les zinnkoepflés s'accordent classiquement avec la cuisine alsacienne.

## Économie

### Type de bouteilles
Les vins d'Alsace doivent être mis en bouteille uniquement dans des flûtes, bouteilles du type « vin du Rhin » de 75 centilitres, règlementées par des décrets.

### Mentions
Dans tout le vignoble d'Alsace, les vins sont le plus souvent identifiés par leur(s) cépage(s) : riesling, gewurztraminer, etc. Cette mention domine l'étiquette même si elle est facultative.
Lors de la création de l'appellation alsace grand cru, le but était clairement de valoriser le terroir. La mention du cépage n'y est pas obligatoire et il est possible de mettre le nom de la dénomination en caractères plus grands que celui du cépage.
Donc plusieurs mentions sur l'étiquette de la bouteille sont possibles, soit simplement le nom de l'appellation et de la dénomination géographique (alsace grand cru Zinnkoepflé), soit avec en plus une mention de cépage (gewurztraminer, pinot gris ou riesling), à laquelle peut être rajoutée la mention sélection de grains nobles ou vendanges tardives :
- alsace grand cru Zinnkoepflé ;
- alsace grand cru Zinnkoepflé gewurztraminer ;
- alsace grand cru Zinnkoepflé riesling ;
- alsace grand cru Zinnkoepflé pinot gris ;
- alsace grand cru Zinnkoepflé vendanges tardives gewurztraminer ;
- alsace grand cru Zinnkoepflé vendanges tardives riesling ;
- alsace grand cru Zinnkoepflé vendanges tardives pinot gris ;
- alsace grand cru Zinnkoepflé sélection de grains nobles gewurztraminer ;
- alsace grand cru Zinnkoepflé sélection de grains nobles riesling ;
- alsace grand cru Zinnkoepflé sélection de grains nobles pinot gris.

### Liste de producteurs
- Bestheim, à Bennwihr ;
- Domaine Léon Boesch (Gérard et Matthieu Boesch), à Westhalten ;
- Domaine Agathe Bursin à Westhalten ;
- Domaine Diringer (Sébastien et Thomas Diringer), à Westhalten ;
- Château d'Orschwihr (Hubert Hartmann), à Orschwihr ;
- Duss-Aublette (Bernard et Eliane), à Soultzmatt ;
- Domaine Jean-Marie Haag (Myriam et Jean-Marie), à Soultzmatt ;
- SARL Raymond et Martin Klein à Soultzmatt ;
- Paul Kubler, à Soultzmatt ;
- Seppi Landmann, à Soultzmatt ;
- Domaine Rieflé à Pfaffenheim ;
- Domaine Éric Rominger, à Westhalten ;
- Domaine Schlegel-Boeglin à Westhalten ;
- EARL Lucien Schirmer et Fils (Thierry et Catherine) à Soultzmatt ;
- EARL François Wischlen, à Westhalten ;
- Cave Materne Haegelin et filles à Orschwihr ;
- etc.